# Carlos Kuschel
Carlos Ignacio Kuschel Silva (Frutillar, 16 de marzo de 1953). Ingeniero comercial y político del Partido Renovación Nacional. Senador de la República de Chile por la 13a Circunscripción, Región de Los Lagos, periodo 2022-2030. Diputado por el 26º Distrito, Región de Los Lagos, período 2018-2022. Senador por la 17.ª Circunscripción, Región de Los Lagos, desde 2006 a 2014. Diputado por el Distrito N.º 57, Región de Los Lagos, entre 1990 y 2006 por cuatro periodos consecutivos. Fue alcalde de la Municipalidad de Puerto Montt.

## Biografía
Nació en Purranque el 16 de marzo de 1953, es hijo de don Ignacio Kuschel Hitschfeld y doña María Rosa Silva Montt y es el mayor de nueve hermanos.
Realizó sus estudios primarios en el Instituto Alemán de Frutillar y los secundarios en el Colegio San Francisco Javier de Puerto Montt. Luego ingresó a la Facultad de Ciencias Económicas y Administrativas de la Universidad de Chile, de se graduó Bachiller y Licenciado en Ciencias Económicas y obtuvo el título de Ingeniero Comercial. Realizó un diplomado en Comercio Internacional en la Fundación Getulio Vargas de Río de Janeiro, Brasil. Posee estudios de Finanzas en el Instituto de Nueva Economía de Hamburgo, Alemania. Ha realizado numerosos cursos de especialización en Chile, Alemania, Brasil, Venezuela y Estados Unidos.
Se ha desempeñado como profesor de Matemáticas Financieras, Mercado de Capitales y Macroeconomía en el Instituto de Estudios Bancarios "Guillermo Subercaseaux" de Santiago, en la Universidad de Los Lagos en Osorno y en la Universidad Austral de Chile, sedes de Osorno y Puerto Montt.
Trabajó como jefe de ventas de Televisión Nacional de Chile, entre 1979 y 1980. Ese mismo año asumió como gerente general de la Sociedad Agrícola y Ganadera de Osorno, ejerciendo hasta 1981. Se desempeñó como ejecutivo en la Oficina de Promoción de Exportaciones de Chile en Hamburgo, Alemania y como sectorialista forestal en el Instituto de Promoción de Exportaciones de Chile, ProChile.
Entre 1982 y 1989, se desempeñó como jefe de la Oficina de Proyectos de la Municipalidad de Puerto Montt, donde realizó el estudio del Plan de Desarrollo Comunal de Puerto Montt para el periodo 1984-1989 que incluyó el diagnóstico y las proposiciones de inversiones y obras de educación, salud y vivienda, entre otras.
Desde 1976 integra Instituto Chileno de Investigaciones Genealógicas y Heráldicas de Chile como miembro de número y preside el Museo de Piedras Indígenas Monte Verde de Puerto Montt desde el año 2000.
Entre otras actividades, ha sido columnista de los diarios "El Llanquihue", "Estrategia" y " La Estrella de Chiloé". Esporádicamente escribe en el Diario Austral de Osorno y Valdivia.

## Carrera política
Fue designado en el cargo de alcalde de Puerto Montt desde enero a agosto de 1989.
Fue senador por la 17.ª Circunscripción, Región de Los Lagos, desde 2006 hasta 2014. También Diputado por el Distrito N.º 57, Región de Los Lagos, entre 1990 y 2006, reelecto por cuatro periodos consecutivos (1990 - 1994, 1994 - 1998, 1998 - 2002, 2002 - 2006). 
Se desempeñó en las Comisiones de Hacienda, Minería y Energía. También presidió la Cuarta Subcomisión Mixta de Presupuesto integrada por Senadores y Diputados que analiza los Ministerios de Educación, Ministerio del Interior, Vivienda y Urbanismo y Congreso Nacional.

## Historia electoral

### Elecciones parlamentarias de 1989
- Elecciones parlamentarias de 1989 a Diputado por el distrito 57 (Calbuco, Cochamó, Maullín y Puerto Montt)[5]

| Candidato                  | Pacto                          | Partido | Votos  | %     | Resultado |
| -------------------------- | ------------------------------ | ------- | ------ | ----- | --------- |
| Sergio Elgueta Barrientos  | Concertación por la Democracia | DC      | 22 650 | 28,63 | Diputado  |
| Carlos Kuschel Silva       | Democracia y Progreso          | RN      | 21 211 | 26,81 | Diputado  |
| Gonzalo Pineda Bravo       | Concertación por la Democracia | PPD     | 20 240 | 25,59 |           |
| Celia Brahm Navarrete      | Partido Nacional               | ILF     | 7995   | 10,11 |           |
| Patricio González Saldivia | Democracia y Progreso          | RN      | 5625   | 7,11  |           |
| Víctor Neira Ojeda         | Partido del Sur                | ILC     | 868    | 1,1   |           |
| José Alberto Segura Díaz   | Partido del Sur                | ILC     | 515    | 0,65  |           |

### Elecciones parlamentarias de 1993
- Elecciones parlamentarias de 1993 a Diputado por el distrito 57 (Calbuco, Cochamó, Maullín y Puerto Montt)[6]

| Candidato                   | Pacto                                | Partido | Votos  | %     | Resultado |
| --------------------------- | ------------------------------------ | ------- | ------ | ----- | --------- |
| Sergio Elgueta Barrientos   | Concertación por la Democracia       | DC      | 24 895 | 30,85 | Diputado  |
| Carlos Kuschel Silva        | Unión por el Progreso de Chile       | RN      | 20 287 | 25,14 | Diputado  |
| Ramón Espinoza Sandoval     | Concertación por la Democracia       | PS      | 17 965 | 22,26 |           |
| Federico Oelckers Sepúlveda | Unión por el Progreso de Chile       | UDI     | 14 665 | 18,17 |           |
| Irma Alvarado Barría        | Alternativa Democrática de Izquierda | PC      | 2897   | 3,59  |           |

### Elecciones parlamentarias de 1997
- Elecciones parlamentarias de 1997 a Diputado por el distrito 57 (Calbuco, Cochamó, Maullín y Puerto Montt)[7]

| Candidato                   | Pacto                          | Partido | Votos  | %     | Resultado |
| --------------------------- | ------------------------------ | ------- | ------ | ----- | --------- |
| Carlos Kuschel Silva        | Unión por Chile                | RN      | 22 284 | 31,54 | Diputado  |
| Sergio Elgueta Barrientos   | Concertación por la Democracia | DC      | 19 404 | 27,46 | Diputado  |
| Gonzalo Pineda Bravo        | Concertación por la Democracia | PPD     | 16 262 | 23,01 |           |
| Raúl Correa Brahm           | Unión por Chile                | ILB     | 17 613 | 10,77 |           |
| Ana Isabel Brevis Velásquez | La Izquierda                   | PC      | 2597   | 3,68  |           |
| Arturo Castro Vidal         | Humanista                      | PH      | 1450   | 2,05  |           |
| Gervoy Paredes Rojas        | La Izquierda                   | ILD     | 1050   | 1,49  |           |

### Elecciones parlamentarias de 2001
- Elecciones parlamentarias de 2001 a Diputado por el distrito 57 (Calbuco, Cochamó, Maullín y Puerto Montt)[8]

| Candidato                 | Pacto                          | Partido | Votos  | %     | Resultado |
| ------------------------- | ------------------------------ | ------- | ------ | ----- | --------- |
| Eduardo Lagos Herrera     | Concertación por la Democracia | PR      | 20 565 | 27,37 | Diputado  |
| Carlos Kuschel Silva      | Alianza por Chile              | RN      | 19 004 | 25,29 | Diputado  |
| Marisol Turres Figueroa   | Alianza por Chile              | UDI     | 17 594 | 23,42 |           |
| Sergio Elgueta Barrientos | Concertación por la Democracia | DC      | 14 545 | 19,36 |           |
| María Alvarado Barría     | Partido Comunista de Chile     | PC      | 2112   | 2,81  |           |
| Guido Ojeda Bertin        | Partido Comunista de Chile     | ILC     | 1312   | 1,75  |           |

### Elecciones parlamentarias de 2005
- Elecciones Parlamentarias de 2005 a Senador por la Circunscripción 17 (Región de Los Lagos)[9]

| Candidato                | Pacto                         | Partido       | Votos  | %     | Resultado |
| ------------------------ | ----------------------------- | ------------- | ------ | ----- | --------- |
| Camilo Escalona Medina   | Concertación Democrática      | PS            | 65 337 | 28,68 | Senador   |
| Sergio Páez Verdugo      | Concertación Democrática      | DC            | 56 661 | 24,87 |           |
| Carlos Kuschel Silva     | Alianza                       | RN            | 47 054 | 20,66 | Senador   |
| Joaquín Brahm Barril     | Alianza                       | UDI           | 40 774 | 17,9  |           |
| Irma Alvarado Barria     | Juntos Podemos Más            | PC            | 5381   | 2,36  |           |
| José Luis Cáceres Torres | Fuerza Regional Independiente | Independiente | 5187   | 2,28  |           |
| Mario Osses Quiroz       | Fuerza Regional Independiente | Independiente | 4633   | 2,03  |           |
| Tomas Bize Brintrup      | Juntos Podemos Más            | Independiente | 2766   | 1,21  |           |

### Elecciones parlamentarias de 2013
- Elecciones parlamentarias de 2013 a Senador por la Circunscripción Senatorial 17 (Región de Los Lagos)[10]

| Candidato                   | Pacto         | Partido | Votos   | %     | Resultado |
| --------------------------- | ------------- | ------- | ------- | ----- | --------- |
| Rabindranath Quinteros Lara | Nueva Mayoría | PS      | 134 635 | 47,45 | Senador   |
| Iván Moreira Barros         | Alianza       | UDI     | 54 237  | 19,11 | Senador   |
| Gabriel Ascencio Mansilla   | Nueva Mayoría | PDC     | 52 454  | 18,48 |           |
| Carlos Kuschel Silva        | Alianza       | RN      | 42 382  | 14,93 |           |

### Elecciones parlamentarias de 2017
- Elecciones parlamentarias de 2017 a Diputado por el distrito 26 (Calbuco, Cochamó, Maullín, Puerto Montt, Ancud, Castro, Chaitén, Chonchi, Curaco de Vélez, Dalcahue, Futaleufú, Hualaihué, Palena, Puqueldón, Queilén, Quellón, Quemchi, Quinchao)[11]

(Sólo se muestran los candidatos que obtuvieron un mínimo de 2 % de votación)
| Candidato                    | Pacto                        | Partido | Votos  | %     | Resultados |
| ---------------------------- | ---------------------------- | ------- | ------ | ----- | ---------- |
| Alejandro Santana Tirachini  | Chile Vamos                  | RN      | 23 556 | 17,10 | Diputado   |
| Carlos Kuschel Silva         | Chile Vamos                  | RN      | 11 259 | 8,17  | Diputado   |
| Jenny Álvarez Vera           | La Fuerza de la Mayoría      | PS      | 10 169 | 7,38  | Diputada   |
| Gabriel Ascencio Mansilla    | Convergencia Democrática     | PDC     | 9346   | 6,78  | Diputado   |
| Ramón Espinoza Sandoval      | La Fuerza de la Mayoría      | PS      | 8116   | 5,89  |            |
| Claudio Martínez Labra       | Convergencia Democrática     | PDC     | 7881   | 5,72  |            |
| Marisol Turres Figueroa      | Chile Vamos                  | UDI     | 7270   | 5,28  |            |
| Alejandro Bernales Maldonado | Frente Amplio                | PL      | 6194   | 4,50  | Diputado   |
| Claudio Oyarzún Cárcamo      | La Fuerza de la Mayoría      | PPD     | 5051   | 3,67  |            |
| José Roberto Aburto Barría   | Coalición Regionalista Verde | DRP     | 5020   | 3,64  |            |
| José Segura Díaz             | Chile Vamos                  | RN      | 4955   | 3,60  |            |
| Eduardo Ocampo Castillo      | Frente Amplio                | Ind-PEV | 4418   | 3,21  |            |

### Elecciones parlamentarias de 2021
- Elecciones parlamentarias de 2021 para senador por la 13° Circunscripción, Región de Los Lagos.[12]

| Candidato                   | Pacto                    | Partido | Votos  | %     | Resultado |
| --------------------------- | ------------------------ | ------- | ------ | ----- | --------- |
| Fidel Espinoza Sandoval     | Nuevo Pacto Social       | PS      | 53 689 | 18.13 | Senador   |
| Rabindranath Quinteros Lara | Nuevo Pacto Social       | PS      | 32 428 | 10.95 |           |
| Iván Moreira Barros         | Chile Podemos Más        | UDI     | 31 335 | 10.58 | Senador   |
| Carlos Kuschel Silva        | Chile Podemos Más        | RN      | 28 777 | 9.72  | Senador   |
| Alejandro Santana Tirachini | Chile Podemos Más        | RN      | 24 963 | 8.43  |           |
| Javier Hernández Hernández  | Chile Podemos Más        | UDI     | 22 861 | 7.72  |           |
| Mauricio Martínez Hurtado   | Partido Ecologista Verde | PEV     | 16 586 | 5.60  |           |
| Orietta Llauca Huala        | Apruebo Dignidad         | IND-COM | 13 340 | 4.51  |           |